# Баллендер (Меріленд)
Баллендер (англ. Ballenger Creek) — переписна місцевість (CDP) в США, в окрузі Фредерік штату Меріленд. Населення — 24 999 осіб (2020).

## Географія
Баллендер розташований за координатами 39°22′51″ пн. ш. 77°25′14″ зх. д. / 39.38083° пн. ш. 77.42056° зх. д. (39.380791, -77.420694).  За даними Бюро перепису населення США в 2010 році переписна місцевість мала площу 28,06 км², з яких 28,02 км² — суходіл та 0,04 км² — водойми.

## Демографія
Згідно з переписом 2010 року, у переписній місцевості мешкали 18 274 особи в 6932 домогосподарствах у складі 4458 родин. Густота населення становила 651 особа/км².  Було 7372 помешкання (263/км²).
Расовий склад населення:
| - 69,7 % — білих - 15,6 % — чорних або афроамериканців - 6,6 % — азіатів - 0,4 % — корінних американців - 0,1 % — вихідців з тихоокеанських островів - 3,2 % — осіб інших рас |

До двох чи більше рас належало 4,3 %. Частка іспаномовних становила 10,1 % від усіх жителів.
За віковим діапазоном населення розподілялося таким чином: 26,7 % — особи молодші 18 років, 65,2 % — особи у віці 18—64 років, 8,1 % — особи у віці 65 років та старші. Медіана віку мешканця становила 33,5 року. На 100 осіб жіночої статі у переписній місцевості припадало 97,0 чоловіків;  на 100 жінок у віці від 18 років та старших — 95,0 чоловіків також старших 18 років.
Середній дохід на одне домашнє господарство  становив 89 728 доларів США (медіана — 76 628), а середній дохід на одну сім'ю — 103 607 доларів (медіана — 94 944). Медіана доходів становила 68 267 доларів для чоловіків та 50 040 доларів для жінок. За межею бідності перебувало 8,6 % осіб, у тому числі 12,8 % дітей у віці до 18 років та 8,9 % осіб у віці 65 років та старших.
Цивільне працевлаштоване населення становило 9556 осіб. Основні галузі зайнятості: освіта, охорона здоров'я та соціальна допомога — 21,0 %, науковці, спеціалісти, менеджери — 16,3 %, фінанси, страхування та нерухомість — 10,4 %, роздрібна торгівля — 9,6 %.